# Baigom
Baigom är ett arrondissement i Kamerun.   Det ligger i regionen Västra regionen, i den centrala delen av landet, 210 km norr om huvudstaden Yaoundé.